# Nemertesia hippuris
Nemertesia hippuris is een hydroïdpoliep uit de familie Plumulariidae. De poliep komt uit het geslacht Nemertesia. Nemertesia hippuris werd in 1877 voor het eerst wetenschappelijk beschreven door Allman. 